# Padre Abad (provincie)
Padre Abad is een provincie in de regio Ucayali in Peru. De provincie heeft een oppervlakte van  8.823 km² en telt 59.347 inwoners (2015). De hoofdplaats van de provincie is het district Padre Abad. In deze provincie ligt ook het dorp Aguaytía met zijn waterval.

## Bestuurlijke indeling
De provincie Padre Abad is verdeeld in vijf districten, UBIGEO tussen haakjes:
- (250305) Alexander Von Humboldt
- (250303) Curimana
- (250302) Irazola
- (250304) Neshuya
- (250301) Padre Abad, hoofdplaats van de provincie

Atalaya · Coronel Portillo · Padre Abad · Purús